# Independence (Ohio)
Independence – miasto w Stanach Zjednoczonych, w północnej części stanu, Ohio, w pobliżu jeziora Erie. Liczba mieszkańców w 2000 roku wynosiła 7109.